# Hubert Leitgeb (botaniker)
Hubert Leitgeb, född den 20 oktober 1835, död den 5 april 1888, var en österrikisk botaniker.
Leitgeb blev lärare i naturalhistoria i Cilli, och var senare lärare i Görz, Linz och Graz. År 1866 blev han docent i Graz, 1867 extra ordinarie professor i botanik där och 1869 ordinarie professor. Han ägnade sig särskilt åt blad- och levermossornas utvecklingshistoria och utredde i en klassisk morfologisk-utvecklingshistorisk monografi dessas naturliga släktskapsförhållanden och fylogeni. Han undersökte även ormbunkarnas embryologi, varvid han fäste uppmärksamheten på betydelsen av vissa fysiologiska faktorer vid deras utveckling. Andra av Leitgebs undersökningar berör sporväggens byggnad, klyvöppningarnas fysiologi och sfärokristallernas mikrokemi med mera.